# Путятин, Абрам Артемьевич
Князь Абрам Артемьевич (Авраам Артамонович) Путятин (ок. 1710 — 1769) — российский государственный деятель, тайный советник, сенатор. В 1764—1768 губернатор Оренбургской губернии.

## Биография
Сын ржевского помещика князя Артемия Васильевича Путятина. В 1723 году — в Морской школе, в 1725—1727 годах — титулярный юнкер Военной коллегии, затем определён солдатом в Суздальский пехотный полк. В 1730 году был каптенармусом лейб-гвардии Измайловского полка, где в 1731 году произведён в сержанты.
Капитан ландмилиции (1732), в 1736 году произведён в секунд-майоры, в 1737 — в премьер-майоры, в 1738 — в подполковники. В 1748 году произведён в полковники Новгородского драгунского полка. 25 декабря 1755 года пожалован чином бригадира с определением к армии. В 1758 году находился в Оренбурге, в его ведении находилась Орская дистанция Оренбургской пограничной линии; в 1759 году учредил форпосты и маяки по Яику для предупреждения воровских набегов башкир и киргизов.
Участник Семилетней войны. 5 марта 1761 года был назначен к Провиантскому Правлению при Русской армии в Пруссии, 2 апреля 1762 года произведён в генерал-майоры и был шефом драгунского полка.
В начале царствования императрицы Екатерины состоял по армии, а 24 августа 1764 года был назначен оренбургским губернатором с пожалованием в тайные советники. Проявил много энергии в управлении вверенным ему краем, заботясь об исправлении пограничных крепостей, расположении войск и прикрытии границ от набегов киргиз-кайсаков.
9 июля 1768 года пожалован в звание сенатора. 20 мая 1769 года уволен от дел по болезни и в том же году скончался.
Сыновья: Алексей, Николай и Иван.